# Палантин (комплекс РЕБ)
Палантин — російський комплекс радіоелектронної боротьби (РЕБ). Вступив на озброєння російської армії у квітні 2019 року.

## Загальні відомості
Розробник і виробник — АТ "Концерн «Сузір'я», що входить до структури «Ростех».
«Палантин» є мобільним комплексом радіоелектронної боротьби оперативно-тактичного рівня. Комплекс веде радіоелектронну розвідку, придушує існуючі та перспективні системи зв'язку супротивника, заснованої на сучасній програмно-визначуваній платформі (SDR).
РЕБ «Палантин» дозволяє «осліпити» противника в короткохвильовому та ультракороткохвильовому діапазонах, і створювати перешкоди для його стільникового та транкінгового зв'язку.
«Палантин» за потреби може об'єднати різні комплекси РЕБ та радіоелектронної розвідки в єдину бойову мережу, що значно підвищує ефективність їх застосування.
Розробниками реалізовано сучасну систему підтримки прийняття рішень, що дозволяє комплексу без участі людини вибудовувати оптимальний алгоритм виконання завдань, автономно розподіляти ресурси та функціональне навантаження кожної з машин.
«Палантин» завершив військові випробування та надійшов на озброєння до Західного військового округу у 2019. Комплекс змонтований на 4-вісні автомобілі КАМАЗ.

## Галерея

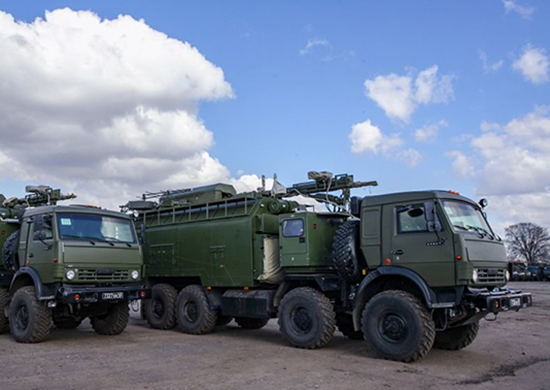
РЕБ Палантин на базі КамАЗ
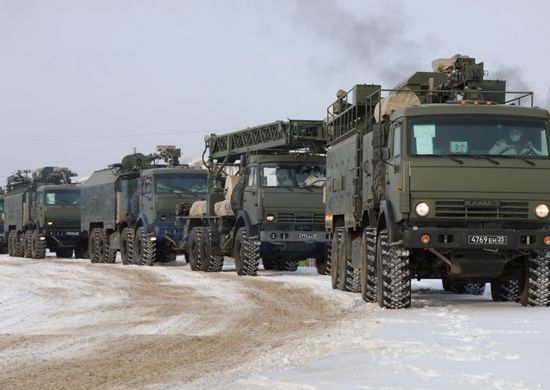
Підрозділ РЕБ Палантин на марші
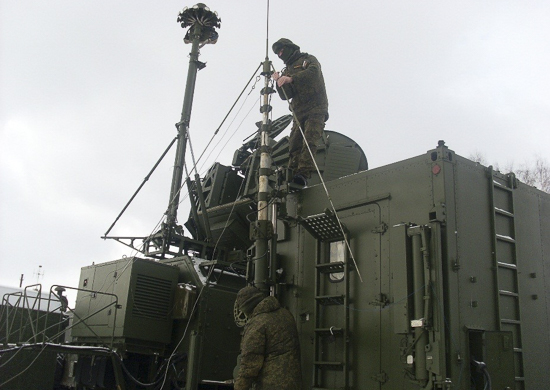
Розгортання РЕБ Палантин на навчаннях

## Бойове застосування

### Російсько-українська війна
15 лютого 2023 року стало відомо про знищення РЕБ «Палантин-К» на запорізькому напрямку.